# Biologia experimental
Biologia experimental é o conjunto de técnicas da biologia preocupadas com a realização de experimentos para analisar e compreender os fenômenos biológicos. Em contraste à biologia teórica, que se preocupa com a modelagem matemática e abstrações dos sistemas biológicos.
Como consequência do aumento moderno do poder computacional, agora está se tornando mais viável encontrar soluções aproximadas e validar modelos matemáticos de organismos vivos complexos. Neste ramo da biologia os métodos empregados são numerosos e com variadas disciplinas, incluindo a molecular, bioquímica, biofísica, microscópica e microbiológica.

## História
É referido como fundador da biologia experimental o biólogo italiano Francesco Redi, a primeira pessoa a desafiar a teoria da geração espontânea, demonstrando que as larvas vêm de ovos de moscas.